# Чемпіонат СРСР з хокею із шайбою 1949—1950
Четвертий чемпіонат СРСР з хокею із шайбою проходив з 4 грудня 1949 по 5 березня 1950. Під керівництвом Анатолія Тарасова ЦБЧА втретє поспіль переміг у змаганнях. Вперше до трійки призерів потрапили «Крила Рад». Найкращим снайпером став Всеволод Бобров (ЦБЧА, ВПС) — 36 закинутих шайб.

## Підсумкова таблиця
| М   | Команда                 | І  | Пер | Н | Пор | ЗШ  | ПШ  | О  |
| --- | ----------------------- | -- | --- | - | --- | --- | --- | -- |
| 1.  | ЦБЧА Москва             | 22 | 19  | 1 | 2   | 122 | 32  | 39 |
| 2.  | «Динамо» Москва         | 22 | 16  | 3 | 3   | 83  | 40  | 35 |
| 3.  | «Крила Рад» Москва      | 22 | 16  | 2 | 4   | 93  | 37  | 34 |
| 4.  | ВПС Москва              | 22 | 16  | 1 | 5   | 131 | 54  | 33 |
| 5.  | «Спартак» Москва        | 22 | 11  | 3 | 8   | 80  | 56  | 25 |
| 6.  | «Даугава» Рига          | 22 | 10  | 3 | 9   | 84  | 72  | 23 |
| 7.  | «Більшовик» Ленінград   | 22 | 8   | 1 | 13  | 64  | 88  | 17 |
| 8.  | «Динамо» Свердловськ    | 22 | 7   | 1 | 14  | 47  | 86  | 15 |
| 9.  | «Динамо» (Таллінн)      | 22 | 6   | 2 | 14  | 36  | 98  | 14 |
| 10. | «Дзержинець» Челябінськ | 22 | 4   | 4 | 14  | 47  | 95  | 12 |
| 11. | «Динамо» (Ленінград)    | 22 | 4   | 2 | 16  | 65  | 117 | 10 |
| 12. | «Локомотив» Москва      | 22 | 2   | 3 | 17  | 39  | 116 | 7  |

Скорочення: М = підсумкове місце, І = ігри, Пер = перемоги, Н = нічиї, Пор = поразки, ЗШ = закинуті шайби, ПШ = пропущені шайби, О = набрані очки

## Склади команд-призерів
1. ЦБЧА: воротарі — Борис Афанасьєв, Григорій Мкртичан; захисники — Володимир Никаноров, Микола Сологубов, Андрій Старовойтов, Дмитро Уколов; нападники — Євген Бабич, Беляй Бекяшев, Анатолій Тарасов, Володимир Брунов, Анатолій Васильєв, Михайло Гащенков, Віктор Давидов, Володимир Єлизаров, Олександр Комаров, Ігор Курбатов, Володимир Меньшиков та Михайло Орєхов. Тренер — Анатолій Тарасов.
2. «Динамо» М: воротар — Карл Ліїв, Віктор Ставровський; захисники — Василь Комаров, Револьд Леонов, Анатолій Молотков, Олег Толмачов; нападники — Віктор Климович, Микола Медведєв, Георгій Павлов, Борис Петелін[en], Микола Поставнін, Василь Трофімов, Олександр Уваров. Тренер — Аркадій Чернишов.
3. «Крилах Рад»: воротарі — Борис Запрягаєв, Василь Чепижев; захисники — Ігор Горшков, Володимир Єгоров, Анатолій Кострюков, Альфред Кучевський, Микола Паршин, Олександр Прилепський, Генріх Сидоренков; нападники — Валентин Бурцев, Олексій Гуришев, Валентин Захаров, Петро Котов, Сергій Мітін, Юрій Пантюхов, Леонід Степанов. Тренер — Володимир Єгоров.

## Найкращі бомбардири
- Всеволод Бобров (ЦБЧА, ВПС) — 36
- Віктор Шувалов (ВПС) — 31
- Олексій Гуришев («Крила Рад») — 27
- Анатолій Тарасов (ЦБЧА) — 27
- Зенонас Ганусаускас («Спартак» М) — 25
- Володимир Меньшиков (ЦБЧА) — 24
- Альфонс Егерс («Даугава») — 23
- Володимир Єлизаров (ЦБЧА) — 22
- Георгій Женишек («Трактор») — 21
- Володимир Новожилов («Спартак» М) — 21
- Франц Лапін («Більшовик» Л) — 21
- Євген Бабич (ЦБЧА, ВПС) — 20
- Олександр Уваров («Динамо» М) — 20
- Арнольд Браунс («Динамо» Р) — 19
- Вальдемар Шульманіс («Динамо» Р) — 18
- Валентин Захаров («Крила Рад») — 17
- Леонід Степанов («Крила Рад») — 17
- Микола Поставнін («Динамо» М) — 16
- Ігор Нетто («Спартак» М) — 15
- Сергій Мітін («Крила Рад») — 14
- Євген Соколов («Більшовик») — 14
- Євген Суботін («Більшовик») — 14

## Авіакатастрофа поблизу Свердловська
7 січня 1950, під час невдалої посадки на аеродром поблизу Свердловська, сталася трагедія. Літак розбився, в авіакатастрофі загинуло шість членів екіпажу, лікар, масажист та 11 гравців команди ВПС.
 Список загиблих членів команди ВПС: 
1. Харій Меллупс — воротар
2. Микола Ісаєв — другий воротар
3. Борис Бочарніков — захисник, граючий тренер
4. Роберт Шульманіс[ru] — захисник
5. Євген Воронін — захисник
6. Іван Новиков — крайній нападник
7. Зденек Зікмунд — центральний нападник
8. Юрій Тарасов — крайній нападник
9. Юрій Жибуртович — нападник
10. Олександр Моїсеєв — нападник
11. Василь Володін — нападник
12. Михайло Альперін — лікар
13. Олексій Галкін — масажист.

З різних причин у Москві залишилися Олександр Виноградов, Віктор Шувалов та Всеволод Бобров, який став граючим тренером клубу.